# Puchar Świata w Lekkoatletyce 1992
6. Puchar Świata w Lekkoatletyce – szósta edycja lekkoatletycznego pucharu świata zgromadziła najlepszych sportowców w Hawanie na Kubie. Zawody rozegrano we wrześniu 1992 roku.

## Końcowe rezultaty
| Pozycja | Drużyna                        | Punkty |
| ------- | ------------------------------ | ------ |
| 1       | Afryka                         | 115    |
| 2       | Wielka Brytania                | 103    |
| 3       | Europa                         | 99     |
| 4       | Ameryka                        | 92     |
| 5       | Stany Zjednoczone              | 90     |
| 6       | Wspólnota Niepodległych Państw | 84     |
| 7       | Azja                           | 90     |
| 8       | Oceania                        | 45     |

| Pozycja | Drużyna                        | Punkty |
| ------- | ------------------------------ | ------ |
| 1       | Wspólnota Niepodległych Państw | 102    |
| 2       | Europa                         | 94     |
| 3       | Ameryka                        | 79     |
| 3       | Stany Zjednoczone              | 79     |
| 5       | Niemcy                         | 74     |
| 6       | Afryka                         | 70     |
| 7       | Azja                           | 69     |
| 8       | Oceania                        | 40     |